# Barbus setivimensis
Barbus setivimensis es una especie de peces de la familia Cyprinidae, orden Cypriniformes. Son peces dulceacuícolas endémicos del norte de Argelia.
Como otras especies de barbos mediterráneos, su situación taxonómica es discutida, pudiendo formar parte del género Luciobarbus o incluso ser un sinónimo de Barbus callensis.